# قصر إمارة نجران
قصر إمارة نجران، مبنى تاريخي يقع في وسط المدينة القديمة بنجران في حي أبا السعود التاريخي، على مساحة تقدر بحوالي 6,252 متر مربع. يُعد القصر من أشهر المباني التراثية بمنطقة نجران ومن أهم المباني في المنطقة.

## التاريخ
تم الشروع في بناء القصر عام 1361 هـ بأمر من أمير نجران آنذاك تركي بن ماضي. وتم الانتهاء من أعمال البناء عام 1363هـ، ليكون مقرًا لإمارة نجران آنذاك. كان يضم القصر -إلى جانب الإدارات الحكومية- المحكمة الشرعية، وقسم اللاسلكي، ومقر سكن الأمير ووكيله.
بعد إخلاء القصر عام 1387 هـ، وهو العام الذي انتقلت فيه إمارة نجران إلى موقعها الجديد، تم إعادة ترميم القصر، وتمت عملية ترميمه الأولى بنفس طراز تصميمه الذي بني عليه عند انشائه وتأثيثه وفق تراثه القديم، ثم أعادت الهيئة العامة للسياحة والآثار (اسمها الحالي الهيئة العامة للسياحة والتراث الوطني) عام 1429 هـ ترميم القصر بشكل كامل بنفس المواد الأولية التي بُني بها.، وقد عملت وكالة الآثار والمتاحف على ترميمه وصيانته ابتداءً من عام 1406هـ

## البناء والتصميم

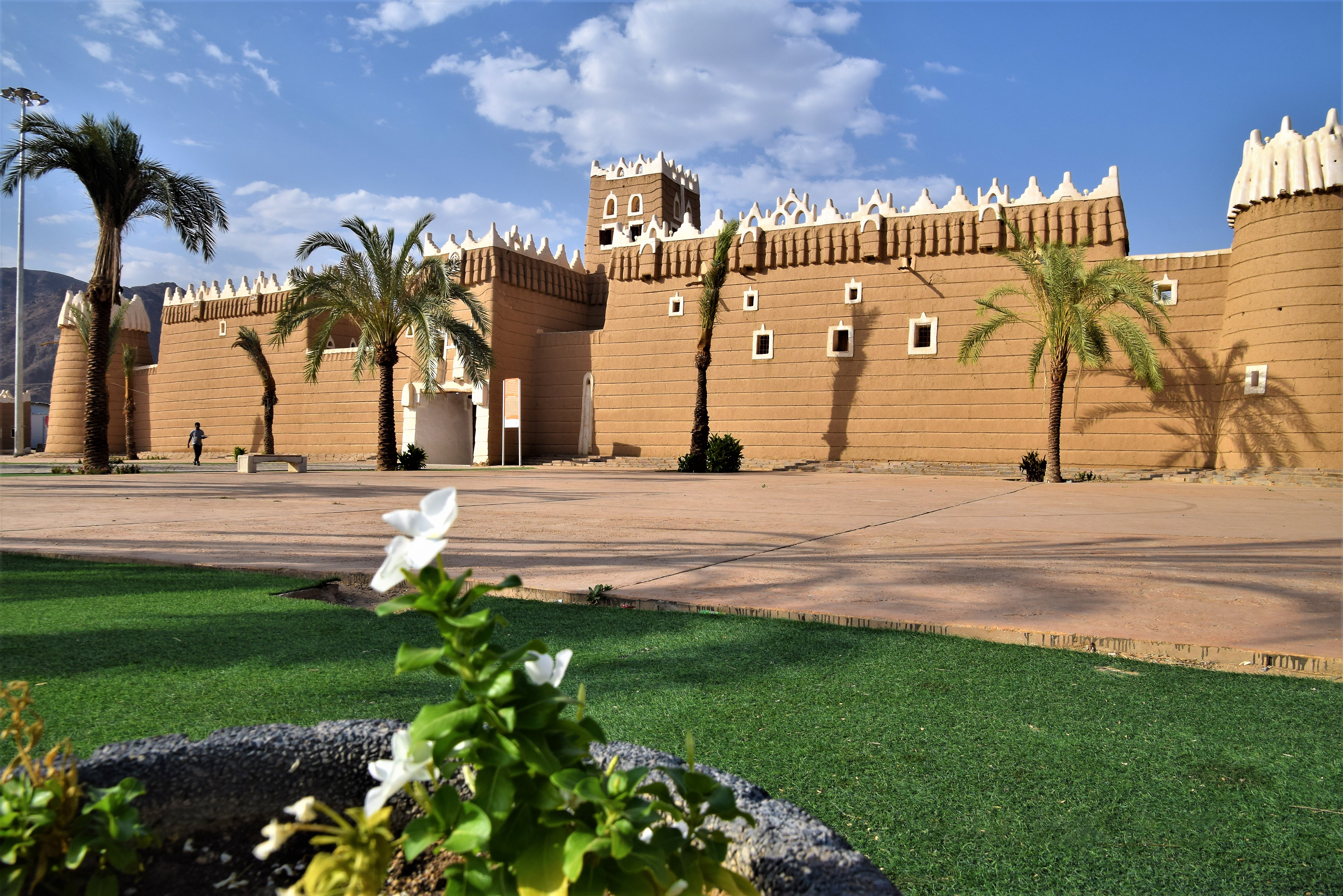
القصر في 14 يوليو 2019

قصر إمارة نجران مصمم على شكل قلعة ذات أسوار عالية أقيمت في أركانه الأربعة أبراج دائرية للمراقبة. ويوجد به مسجد وبئر قديمة يعود تاريخها إلى ما قبل الإسلام. القصر مبني من الطين اللبن والقش وسعف النخيل في حين تم بناء الجزء السفلي منه باللبن المحروق والجزء العلوى بالحجارة.
يحتوي القصر على 65 غرفة توزعت على 3 طوابق. تضمنت الغرف بعض الدوائر الحكومية، والمحكمة الشرعية والبرقية (اللاسلكي) والشرطة، وسكناً للأمير والوكيل. السكن الخاص للقصر يتكون من 17 غرفة وستة مستودعات. وتبلغ إجمالي مساحة القصر 625 متراً مربعاً.
في الطابق الأول كان مجلس الأمير ومكان استقبال المواطنين. وفي فناء القصر بئراً قديمة إلى جوار المسجد.وأعادت الهيئة العامة للسياحة والآثار.

## الملحقات

### حي أبا السعود
يقع القصر في حي أبا السعود الذي يحتوي على الأسواق القديمة وهو أحد الأوساط التاريخية لمنطقة نجران.

### مسجد القصر
يحتوي المسجد على غرفة للمؤذن وغرفة المحكمة، كما توجد به بئر قديمة يرجع تاريخها إلى عصر ما قبل الإسلام.

### غرف الحرفيين
يحتوي القصر على غرف للحرفيين والصناعات اليدوية.

## أمراء وسكان القصر
تعاقب على قصر إمارة نجران التاريخي العديد من أمراء المنطقة، وهم بالترتيب:
1. الأمير تركي بن محمد الماضي: وقد كان القصر تحت إشرافه وتخطيطه
2. الأمير حمد محمد الماضي
3. الأمير علي المبارك
4. الأمير إبراهيم بن عبد الرحمن النشمي
5. الأمير خالد بن أحمد السديري.

## التحسينات والتطويرات

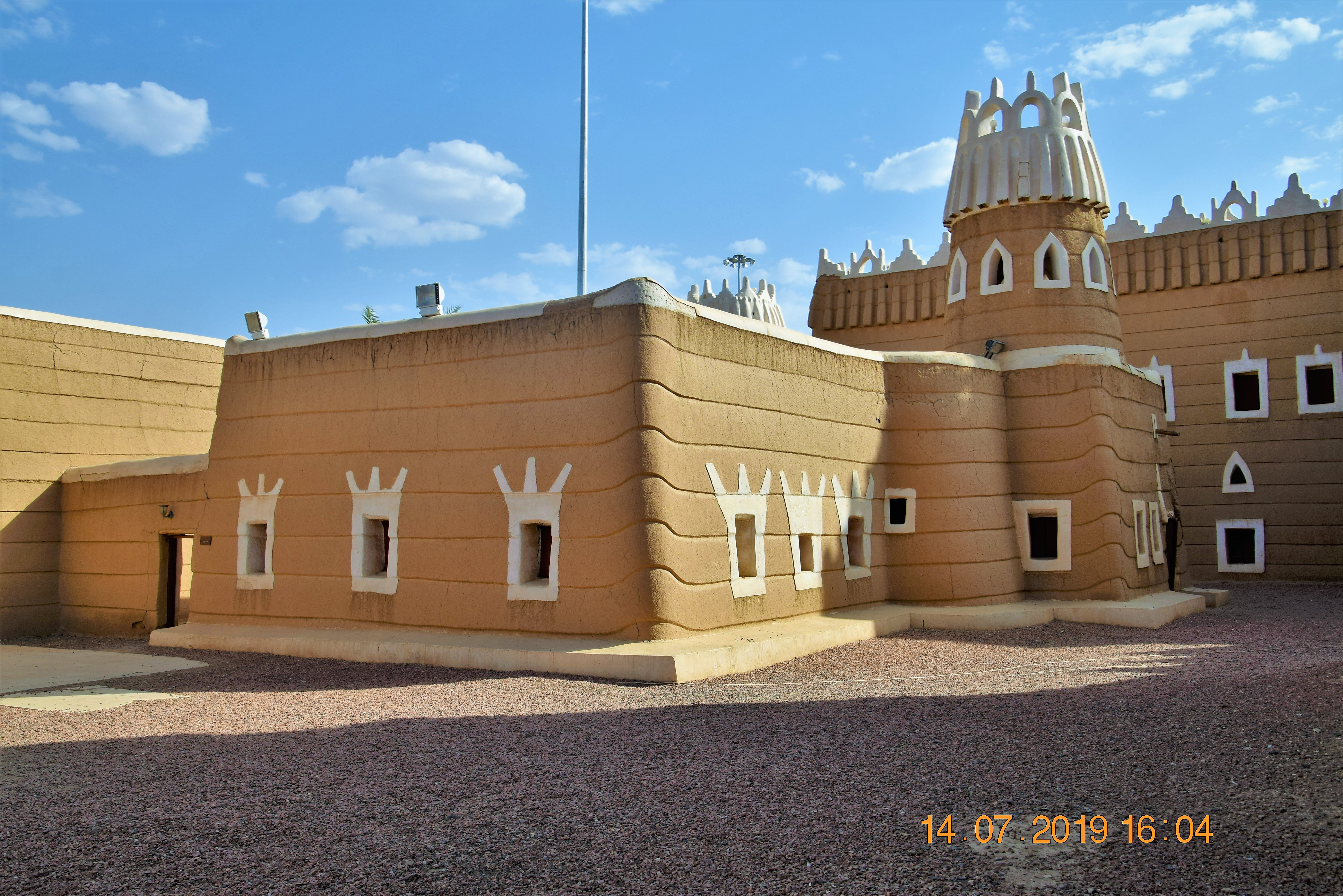
صورة داخلية التقطت في 14 يوليو 2019

أُخلي القصر عام 1387هـ وانتقلت فيه إمارة نجران لمقرها الجديد، حيث أن القصر لم يصمد فسقط بعض من أسقفه وبعض من مبانيه حتى تمكنت وزارة التربية والتعليم (وزارة المعارف في حينها) في عام 1406هـ من إعادة ترميمه مرة أخرى وبوضعه الذي بني عليه حتى بات رمزا لتراث الماضي وأصالته.
في عام 1429هـ، أعادت الهيئة العامة للسياحة والآثار ترميم قصر الإمارة بشكل كامل بنفس المواد الأولية التي بُني بها، وعملت أمانة منطقة نجران على إنشاء ساحة أمامية واسعة أمام القصر وتحسين وتجميل تلك الساحة، وأصبح بذلك المقر الأبرز في حي «أبا السعود» لإقامة كل الفعاليات التراثية والشعبية مثل مهرجان «كلنا نحب التراث» الذي يُقام برعاية إمارة منطقة نجران وتنظيم الهيئة العامة للسياحة والآثار، ويعد الآن وجهة زوار المنطقة والسياح.
بعدئذ بفترة قصيرة، حولت الهيئة العامة للسياحة والتراث الوطني القصر إلى مقر للحرفيين بمنطقة نجران، حيث يبلغ عدد العاملين في الحرف والصناعات اليدوية في نجران 750 حرفيًا وحرفية يجيدون مزاولة العديد من الحرف اليدوية من أهمها : صناعة الخناجر والسيوف، وتلبيس الخناجر والسيوف، والصناعات الحديدية التقليدية، والنجارة التقليدية، والصناعات الليفية وفتل الحبال، والغزل والسدو، وخياطة الأزياء الشعبية، والخرازة، وصناعة الطبول وآلات الفنون الشعبية، وصناعة الفخار، وصناعة وصيانة البنادق التقليدية، والصياغة التقليدية، والصفارة ورب الدلال، والصناعات الخوصية، وصناعة العطور والبخور التقليدية، والتطريز، والدباغة، والرسم والنقش، والطحن بالرحى.

## انظر ايضاً
- نجران.
- قصر أبا صبان.
- قلعة تاروت.
- قصر محمد بن عبد الوهاب الفيحاني.

## وصلات خارجية
- معرض صور قصر إمارة نجران
- قصر إمارة نجران التاريخي يقف شاهدا على تراث المنطقة العريق على القناة السعودية الأولى على اليوتيوب.
- قصر الإمارة التاريخي بنجران على إم بي سي على اليوتيوب.
- معرض صور لقصر الإمارة بنجران على صحيفة المواطن.